# Regio Aken

Euregio Maas-Rijn; het rode gedeelte is de regio Aken in ruime zin

De regio Aken is het gebied van de Duitse stad Aken en omgeving. Het ligt in de deelstaat Noordrijn-Westfalen.
De regio Aken kan op de volgende gebieden betrekking hebben:
- De stedenregio Aken in enge zin: het stadsdistrict Aken en het voormalige district Aken.[1]
- De regio Aken in ruime zin: behalve de Akense districten ook bestaande uit de districten Heinsberg, Düren en Euskirchen. Dit komt overeen met het westelijk deel van het regierungsbezirk Keulen en vormt het Duitse deel van de Euregio Maas-Rijn.
- Het voormalige regierungsbezirk Aken, uitgezonderd Niederkrüchten en Elmpt.